# Ansible
Ansible – otwarte oprogramowanie służące do automatyzacji wdrażania, konfiguracji i zarządzania. Działa na systemach operacyjnych z rodziny Unix (w tym – uniksopodobnych), ale może być wykorzystywane zarówno na systemach z rodziny Unix jak i Microsoft Windows.
Ansible został napisany przez Michaela DeHaana i nabyty przez firmę Red Hat w 2015 roku. Ansible jest narzędziem bezagentowym, łączącym się poprzez SSH lub PowerShell w celu wykonania swoich zadań.

## AnsibleFest
AnsibleFest jest coroczną konferencją społeczności Ansible'a w której biorą udział między innymi deweloperzy narzędzia i użytkownicy.
| Rok  | Lokalizacja                          |
| ---- | ------------------------------------ |
| 2014 | San Francisco, Kalifornia, USA       |
| 2015 | Londyn, Wielka Brytania              |
| 2016 | Londyn, Wielka Brytania              |
| 2016 | San Francisco, Kalifornia, USA       |
| 2016 | Brooklyn, Nowy Jork, USA             |
| 2017 | Londyn, Wielka Brytania              |
| 2017 | San Francisco, Kalifornia, USA       |
| 2018 | Austin, Texas, USA                   |
| 2019 | Atlanta, Georgia, USA                |
| 2020 | Wirtualna z powodu pandemii COVID-19 |
| 2021 | Wirtualna z powodu pandemii COVID-19 |
| 2022 | Chicago, Illinois, USA               |
| 2023 | Boston, Massachusetts, USA           |